# Municipio de Wilburn (Arkansas)
El municipio de Wilburn (en inglés: Wilburn Township) es un municipio ubicado en el condado de Cleburne en el estado estadounidense de Arkansas. En el año 2010 tenía una población de 350 habitantes y una densidad poblacional de 5,11 personas por km².

## Geografía
El municipio de Wilburn se encuentra ubicado en las coordenadas 35°31′55″N 91°51′7″O / 35.53194, -91.85194. Según la Oficina del Censo de los Estados Unidos, el municipio tiene una superficie total de 68.55 km², de la cual 68,55 km² corresponden a tierra firme y (0 %) 0 km² es agua.

## Demografía
Según el censo de 2010, había 350 personas residiendo en el municipio de Wilburn. La densidad de población era de 5,11 hab./km². De los 350 habitantes, el municipio de Wilburn estaba compuesto por el 98,86 % blancos, el 0,29 % eran amerindios y el 0,86 % eran de una mezcla de razas. Del total de la población el 0,86 % eran hispanos o latinos de cualquier raza.